# Кочубей, Пётр Аркадьевич
Пётр Арка́дьевич Кочубе́й (17 (29) июня 1825, Москва — 22 декабря 1892 (3 января 1893), Згуровка Полтавской  губернии) — тайный советник (1890), почётный член Петербургской Академии Наук (1876), один из создателей Музея прикладных знаний в Санкт-Петербурге (1868), председатель Русского технического общества (1870 или 1882—1892). Из малороссийского дворянского рода Кочубеев.

## Биография
Пётр Аркадьевич Кочубей родился 17(29) июня 1825 года и был старшим сыном в семье сенатора Аркадия Васильевича Кочубея и Софьи Николаевны, урождённой княжны Вяземской. По линии отца — внук генерал-майора Василия Васильевича Кочубея (1756—1800) и Елены Васильевны, урождённой Туманской (ум. 1836), по линии матери — сенатора князя Николая Григорьевича Вяземского (1769—1846) и Екатерины Васильевны Васильчиковой (1773/1774—1816).
Начальное образование до 1839 года получал дома под руководством отца. В 1841 году — фейерверкер Артиллерийского училища. После окончания в 1845 году Михайловского Артиллерийского училища был оставлен при «Офицерских классах». Потом в 1846-47 годах П. А. Кочубей обучался в Лютихе и Париже. Сдав выпускной экзамен, Кочубей получил должность преподавателя химии и практической механики в Михайловской Артиллерийской академии, а также перешёл в гвардейскую конную артиллерию, где был прикомандирован к штабу генерал-фельдцейхмейстера. В 1857 году вышел в отставку.
Был одним из создателей Музея прикладных знаний в Санкт-Петербурге (1868). В 1870—1892 годах избирался председателем Русского Технического Общества, в работу которого внес значительный вклад. Пётр Аркадьевич собрал коллекцию изделий из серебра и значительную коллекцию художественных изделий.
В 1860 году вступил в Императорское Минералогическое Общество. В доме Кочубея на Мойке,69 находился минералогический кабинет, в витринах которого были представлены образцы золота, платины, серебра и других руд. Коллекция минералов, бывшая одной из крупнейших, позднее была приобретена у его сына Василия и сейчас находится в собрании Минералогического музея имени А. Е. Ферсмана. В доме Кочубея проводились «минералогические пятницы», которые посещали академики Н. И. Кокшаров, А. В. Гадолин и другие.
В честь Кочубея был назван минерал кочубеит, а также друза кристаллов александрита, получившая название «Друза Кочубея» или «Кочубеевская друза».
Пётр Аркадьевич Кочубей был автором ряда публикаций: «Воспоминания Петра Аркадьевича Кочубея о данной ему императором Александром II командировке в зиму 1856-го года» (в двух частях), «Описание замечательнейших лабораторий Германии и Бельгии», «Очерк деятельности П. А. Кочубея по лесоразведению в Полтавской губернии».
25 декабря 1881 года — действительный статский советник, с 1890 — тайный советник.
Имел награды: орден Святого Станислава 1-й степени (1883).
Пётр Аркадьевич Кочубей скончался 22 декабря 1892 (3 января 1893) в своем имении Згуровка в Полтавской губернии.

## Брак и дети
Жена (с 14 января 1851 года) — графиня Варвара Александровна Кушелева-Безбородко (21.12.1829—01.11.1894), фрейлина двора, дочь Александра Григорьевича Кушелева-Безбородко и княжны Александры Николаевны Репниной-Волконской. Скончалась от воспаления мозга в Ницце. В браке родились:
- Александр (ум. 1860? в детстве)
- Аркадий (ум. 1859 в детстве)
- Демьян (12.1854—12.02.1856[11]), умер от зубов.
- София (1857—09.03.1860[12]) умерла от скарлатины.
- Любовь (1861—20.03.1884[13]) — не замужем, умерла от скарлатины, похоронена в Воскресенском женском монастыре.
- Василий (1868—1940) — с 1890 года женат на своей троюродной сестре Варваре Васильевне Кочубей (1869—?), дочери Василия Васильевича Кочубея и Марии Ивановны Драгневич.

## Звания
- Почётный член Российского минералогического общества (1872)[14]
- Почётный член Петербургской Академии Наук (1876)
- Почетный член Педагогического совета ИМТУ[4].

## Память
- В честь П. А. Кочубея назван минерал кочубеит — разновидность клинохлора розового цвета, содержащая Cr4+.

## Публикации о П. А. Кочубее
- Моисеева М. Л. Петр Аркадьевич Кочубей и его коллекция минералов в собрании Минералогического музея им. А. Е. Ферсмана РАН // Новые данные о минералах. М.: ЭКОСТ, 2003. Вып. 38, с. 89-98.
- Срезневский В. И. Очерк жизни и деятельности Петра Аркадьевича Кочубея, 1825—1892 г. : Речь, произнес. в торжеств. собр. Имп. рус. техн. о-ва 22 дек. 1893 г. в годовщину смерти П. А. Кочубея, В. И. Срезневским. — Санкт-Петербург : «Владим.» паровая типо-лит., 1893. — [2], 24 с., 1 л. портр.; 23.
- Ферсман А. Е. Приобретение Академией наук коллекции В. П. Кочубея // Природа. 1913. № 10. Стб. 1232—1234.

## Комментарии
1. ↑  по другим данным — в Орле[2]
2. ↑  Согласно БРЭ — 1882—1892